# UnitedHealth
UnitedHealth ist ein US-amerikanischer börsennotierter Versicherungskonzern mit Firmensitz in Minnetonka, Minnesota. Das Unternehmen ist im Aktienindex S&P 500 gelistet und wurde im Oktober 2012 anstelle von Kraft Foods in den Dow Jones Industrial Average Index aufgenommen. Mit einem Umsatz von 324,2 Mrd. US-Dollar, bei einem Gewinn von 28,4 Mrd. US-Dollar, steht UnitedHealth laut den Forbes Global 2000 auf Platz 15 der weltgrößten Unternehmen (Stand: Jahr 2023). Laut den Fortune 500 gehört es zu den fünf umsatzstärksten Unternehmen der Vereinigten Staaten (Stand: Jahr 2022). Das Unternehmen kam Mitte 2022 auf eine Marktkapitalisierung von 504 Mrd. USD.
UnitedHealth bietet Versicherungen verschiedener Art an; insbesondere im Bereich der Krankenversicherung in den Vereinigten Staaten ist das Unternehmen sehr stark tätig. Im Unternehmen sind rund 400.000 Mitarbeiter beschäftigt.

## Geschichte
UnitedHealth wurde 1977 unter dem Firmennamen UnitedHealthCare Corporation gegründet. 1995 erwarb UnitedHealth das US-amerikanische Unternehmen The MetraHealth Companies. 2006 war das Unternehmen in einen Finanzskandal verwickelt, der zum Rücktritt von William W. McGuire führte. Im Februar 2022 kündigte UnitedHealth die Übernahme von Change Healthcare an, der größten Plattform für Gesundheitszahlungen in den USA, die das US-Justizministerium aus kartellrechtlichen Gründen zu blockieren versuchte; der Verkauf wurde jedoch im September vollzogen.
Im November 2023 wurde bekannt, dass der Konzern eine stark fehlerhafte Entscheidungssoftware genutzt hatte, um die Übernahme von Pflegekosten abzuwehren.
Am Morgen des 4. Dezember 2024 wurde der CEO der UnitedHealthcare Brian Thompson in Midtown Manhattan, New York City, vor dem Hotel New York Hilton Midtown, in dem UnitedHealth eine Investorentagung abhielt, erschossen.

## Struktur
Die UnitedHealth Group hat zwei Tochtergesellschaften: Optum und UnitedHealthcare.

### Optum
Optum wurde 2011 gegründet
Es ist in drei Geschäftsbereiche unterteilt:
- OptumHealth – bietet Primär- und Sekundärversorgung an.
- OptumInsight – bietet Datenanalyse-, Technologie- und Betriebsdienstleistungen an.
- OptumRX – bietet auch Apothekendienste an.

### UnitedHealthcare
UnitedHealthcare ist ein Versicherungs- und Managed-Care-Unternehmen mit vier Hauptabteilungen:
- UnitedHealthcare Employer and Individual – bietet Gesundheitsvorsorgepläne und Dienstleistungen für große nationale Arbeitgeber an.
- UnitedHealthcare Medicare and Retirement – bietet Gesundheits- und Wellness-Dienstleistungen für Personen ab 65 Jahren an.
- UnitedHealthcare Community and State – bedient staatliche Programme, die sich um wirtschaftlich Benachteiligte, medizinisch Unterversorgte und Menschen ohne arbeitgeberfinanzierten Gesundheitsschutz kümmern, im Austausch gegen eine monatliche Prämie pro Mitglied aus dem staatlichen Programm.
- UnitedHealthcare Global – ist außerhalb der Vereinigten Staaten tätig

## Geschäftszahlen
| Jahr | Umsatz in Mrd. US-$ | EBITA in Mrd. US-$ | Preis je Aktie in US-$ | Angestellte |
| ---- | ------------------- | ------------------ | ---------------------- | ----------- |
| 2007 | 75,431              | 8,645              | 45,91                  | 67.000      |
| 2008 | 81,186              | 6,244              | 28,40                  | 75.000      |
| 2009 | 87,138              | 7,350              | 23,09                  | 80.000      |
| 2010 | 94,155              | 8,928              | 29,20                  | 87.000      |
| 2011 | 101,862             | 9,588              | 41,68                  | 99.000      |
| 2012 | 110,618             | 10,563             | 50,04                  | 133.000     |
| 2013 | 122,489             | 10,998             | 60,29                  | 156.000     |
| 2014 | 130,474             | 11,752             | 78,28                  | 170.000     |
| 2015 | 157,107             | 12,714             | 111,06                 | 200.000     |
| 2016 | 184,840             | 14,985             | 131,31                 | 230.000     |
| 2017 | 201,159             | 17,454             | 183,48                 | 260.000     |
| 2018 | 226,247             | 19,772             | 248,32                 | 300.000     |
| 2019 | 242,155             | 22,405             | 249,59                 | 325.000     |
| 2020 | 257,141             | 25,296             | 284,14                 | 330.000     |
| 2021 | 287,597             | 36,330             | 386,58                 | 350.000     |
| 2022 | 324,162             | 31,835             | 495,03                 | 400.000     |
| 2023 | 371,622             | 36,330             | 491,26                 | 440.000     |